# أولينغو
أولينغو (الاسم العلمي: Bassaricyon)، هو جنس يتبع فصيلة الراتونيات من رتبة اللواحم، تستوطن أنواعه الغابات الاستوائية في مناطق أمريكا الجنوبية والوسطى من نيكاراغوا إلى البيرو. يختلف العلماء حول عدد أنواعه فمنهم من يذكر بأن للأولينغو خمسة أنواع، ومنهم من يذكر بأن لديه نوعان فقط، والبعض قال أن لديه نوع واحد.